# Marin Sorescu
Marin Sorescu, född 29 februari 1936, död 8 december 1996, rumänsk poet, dramatiker, prosaförfattare och översättare. 
Sorescu debuterade 1964 med diktsamlingen Singur printre poeţi ("Ensam bland poeter"). Sorescu publicerade över 30 volymer innan hans död 1996. Hans sista verk, Stege till himlen, som utkom postumt, skrev han under sin sista tid i livet. Sorescu tog tidigt avstånd ifrån akademisk högstämdhet och dyrkade istället det enkla och vardagliga. Hans verk har belönats med en mängd litteraturpriser såväl i Rumänien som utomlands, och hans böcker är översatta till de flesta språk.

## Svenska översättningar
- Framkallning (tolkning Pierre Zekeli och Marianne Sandels, FIB:s lyrikklubb, 1975)
- Ödet och alfabetet: dikter (i urval och översättning av Jon Milos, Symposion, 1990)
- Jag såg ljus på jorden: dikter (i urval, tolkning och presentation av Marianne Sandels och Dan Shafran, Bonnier, 1991)
- Vid sädens rötter och andra texter: prosa, lyrik, dramatik (i översättning av Jon Milos, Symposion, 1995(
- Fallenhet för höjder: dikter (i urval, tolkning och presentation av Dan Shafran, Studiekamraten, 1996)

"[Dikter]". I antologin Corespondenţe lirice: poezie contemporană română şi suedeză = Lyrisk brevväxling: nutida rumänsk och svensk poesi (översättning Dan Shafran, Editura Fundaţiei Culturale Române, 1997)
- Stege till himlen: sista dikter (översättning och inledande not: Dan Shafran,  Ellerström, 1999)
- Erratum till paradiset (översättning Dan Shafran, Ellerström, 2013)